# Живко Николић (писац)
Живко Николић (Копривница, код Зајечара, 13. новембар 1958), српски песник.

## Биографија
Рођен је 13. новембра 1958. године у Копривници, селу код Зајечара. Основну школу је учио у Копривници и завршио у Салашу, а гимнаѕију у Зајечару. Студирао је југословенску и светску књижевност на Филолошком факултету у Београду. За време студија био је члан редакције студентсског књижевног часописа Знак. У периоду од 1984. до 1988. године је био секретар Књижевне омладине Србије. Заједно са Владимиром Пишталом 1988. и 1989. године издаје два броја Аламанаха београдске мануфактуре снова и учествује у оснивању и раду ове неформалне групе писаца. Један је од оснивача Књижевног друштва Свети Сава децембра 1992. године, у коме данас обавља функцију главног и одговорног уредника и уреника бројних едиција и издања. У периоду од 1988.-1989.године био је један од сарадника Издавачке куће Сфаирос, а од децембра 1992. године ради као књижничар у Библиотеци града Београда. Био је секретар редакције и уредник појединих рубрика листа Новине читалишта београдског , у периоду 1991.-1999.година, и уредник фотографије у периоду 2005.-2009.година, чији је издавач била Библиотека града Београда.
Поезију је објављивао у књижевним и дневним листовима и часописима широм Србије и региона. Његове песме су заступљене у бројним зборницима и антологијама. Песме су му превођене на француски, шпански, украјински, румунски, шведски, италијански, словеначки, македонски и бугарски језик. Објавио је осамнаест збирки песама. Његове збирке песама Прах и нада, 2000. и Певање, прах и нада, 2014. године, објављене су двојезично, на српском и француском језику, у преводу Бориса Лазића. 
Учествовао је на бројним књижевним манифестацијама – Мајска руковања 1980. и 1981. године у Титограду, Борским сусретима балканских књижевника у Бору, у периоду 1987.-1990.године, на Фестивалу младих песника у Врбасу 2012.године, на Књижевној колонији у Манастиру Милешева 2014.године и Орфеј на Дунаву у Костолцу 2016.године.
За свој песнички рад добио је четири књижевне награде. За збирку песама Испод праха (1997) добио је маја 1998. године Награду „Ђура Јакшић”, која се додељује у Српској Црњи, родном месту Ђуре Јакшића, за рукопис збирке песама Извор на камену је добио награду Раде Томић у Књажевцу и она је тим поводом и штампана маја 2007. године, за збирку песама Обећање (2014) награду Печат кнеза Лазара, септембра 2015. године, а за најлепше организовани љубавни стих у песми Чуварка радости награду Еуридикин венац августа 2016. године, која се додељује на манифестацији Орфеј са Дунава у Костолцу.

## Дела
- Приближавање, Књижевна омладина Србије, Београд,1982[3]
- Бели вид, Нова Југославија, Врање,1986[2]
- Необични дани, Видици, Београд, 1987
- Буђење у предвечерје, Мимо, Београд,1989
- Источне зоне, Просвета, Београд, 1992
- Вајање пене, Књижевно друштво Свети Сава, Београд, 1994
- Почетак лета, Крајински књижевни круг, Зајечар-Неготин, 1994
- Испод праха, Књижевна омладина Србије, Београд,1997
- Прах и нада, Књижевно друтво Свети Сава, Београд, 2000
- Покретне ватре, Народна књига Алфа, Београд, 2002
- Невидљива боја, Књижевно друштво Свети Сава, Београд, 2004
- Северњача, Књижевно друштво Свети Сава, Београд, 2005
- Глинено огледало, Народна књига Алфа, Београд, 2005
- Извор на камену, Књижевни клуб Бранко Миљковић, Књажевац, 2007
- Сеоба у невреме, Граматик, Београд, 2010
- Певање, прах и нада, Књижевно друштво Свети Сава, Београд, 2014
- Обећање, Књижевно друштво Свети Сава, Београд, 2014
- Највећа радост, Књижевно друштво Свети Сава, Београд, 2016
- Кажипрст путује, Балкански књижевни гласник, Београд, 2018.
- Светлост на дну, Граматик, Београд, 2020.

## Заступљеност у антологијама

### Антологије на српском језику
- Шум вавилона,1988
- Звуци и комешања,1989
- Књижевна Крајина,1991
- Пелуд света,1997
- Најлепше љубљвне песме српскога језика,1998
- Српске прозаиде,2001
- Лирика воде, 2002
- Неболомство, 2006
- Антологије новије српске поезије - осамдесете,2006
- Поезија и последњи дани,2009
- 111 љубавних,2010
- Озарења,2010
- 365 љубавних,2011
- Антологија српске поезије,2012
- Нису све болести за мене,2015
- На грани времена,2015
- Тимочка лира,2015
- Антологија српске еротске поезије, 2016
- Фигуре у игри, градови у фокусу, 2019.

### Антологије на страним језицима
- Arhipelagul dentelat,1988
- Mellan dronieoch vaka,1994
- Antologie de la poesie Serbe contemparine,2011

### Критички написи (Критичка рецепција)
- Изнад реторичког праха, страна 153-155 у књизи Реторика шоезије (2004)
- Добривоја Станојевића
- Фрагменти о веровању, страна 130-133 у књизи Дневник речи (2008) Александра Б. Лаковића
- Сеобе наше насушне, страна 96-99 у књизи Тело песме (2010) Драгане Белеслијин
- Свака сеобаје преображај, страна 62-65 у књизи Дневник стихова (2014) Ачександта Б. Лаковића
- У књизи Пустоловине с поезијом (2015) Васе Павковића

## Спољашне везе
- Антологија Живко Николић Приступљено 01.12.2016.